# Péter Orosz
Péter Orosz (Budapest, 19 agosto 1981) è un ex calciatore ungherese, di ruolo attaccante.

## Palmarès

### Club

#### Competizioni nazionali
- Campionato austriaco: 1

Salisburgo: 2006-2007